# علم الأحياء الدقيقة

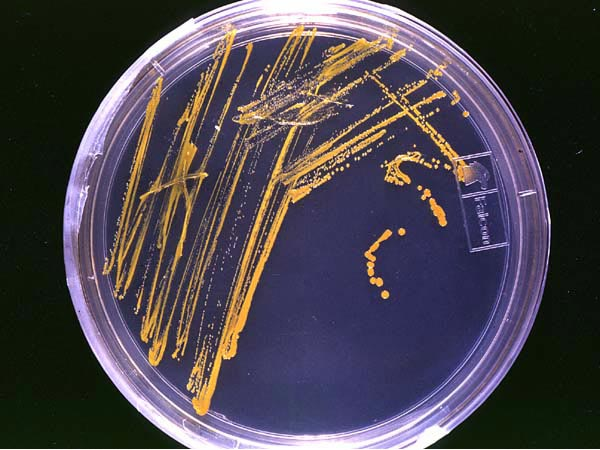
صحن آغار مليء بالأحياء الدقيقة.

علم الأحياء الدقيقة، البيولوجيا الدقيقة، علم الميكروبات، أو الميكروبيولوجيا (بالإنجليزية: Microbiology)‏ هو العلم الذي يختص بدراسة الأحياء الدقيقة وحيدة الخلية ومتعددة الخلايا وكذلك عديمة النواة كالفيروسات بما فيها بعض حقيقيات النوى مثل الفطريات والأوليات إضافة إلى بدائيات النوى مثل البكتيريا وبعض الطحالب. رغم التطورات في هذا العلم فإن التقديرات تقول إنه لم يتم دراسة إلا 0.03% من الجراثيم الموجودة في الكرة الأرضية فبالرغم من أن الجراثيم اكتشفت منذ 300 عام إلا أن علم الأحياء الدقيقة ما زال يعد في بداياته مقارنة بعلم الحيوان وعلم النبات وعلم الحشرات. يستفاد من علم الأحياء الدقيقة في مجالات أمنية في الأدلة الجنائية وفي مجالات عسكرية في إنتاج أسلحة الدمار الشامل.

## تاريخ الأحياء الدقيقة

### البداية

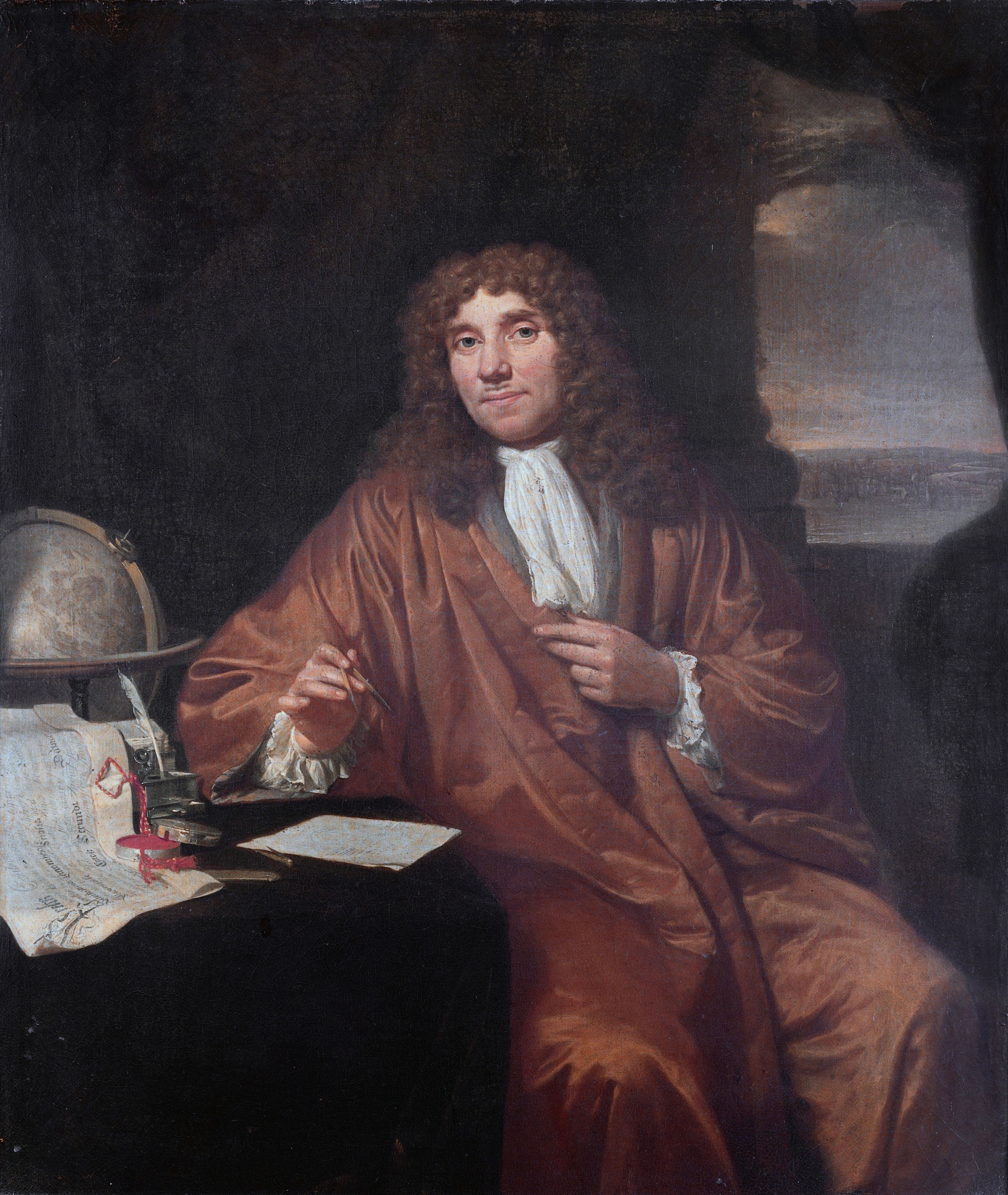
رسمة للعالم ليفينهوك

تم افتراض وجود الأحياء الدقيقة قبل اكتشافها الفعلي بقرون، وذلك بافتراضات دينية وروحانية للفلسفة الجاينية. كما وصف بعض الفلاسفة القدماء مصطلح النيجودا كرمز يشير إلى حياة لكائن دقيق جدًّا يعيش في تكتلات كبيرة ويعيش لفترات قصيرة ويمكن أن يتواجد في أي مكان في الكون، حتى في أنسجة النباتات وإفرازات الحيوانات.
وقام الرومان كذلك بالإشارة للكائنات الدقيقة حين حذروا من بناء البيوت إلى جوار المستنقعات حيث تولد هناك مخلوقات دقيقة لا ترى بالعيون وتسبح في الهواء ويمكنها أن تدخل إلى الجسم بواسطة الأنف والفم مسببة أمراضًا خطيرة.

### مساهمات العرب
أسهم في تدشين علم الطفيليات والأحياء المجهرية الدقيقة العالم الرازي في كتابه «كتاب الحاوي» وابن سينا في كتابه القانون، وآخرون منهم أبو مروان بن زهر الأندلسي (ت 1161 م) الذي عرفه الغرب باسم "Avenzorai" الذي لا يعادله في الشرق سوى الرازي، ففضلا عن أنه أول من قدّم وصفاً سريريًّا لالتهاب الجلد الخام، وللالتهاب الناشفة والانسكابية لكيس القلب، وأول من ابتكر الحقنة الشرجية المغذية، والغذاء الصناعي لمختلف حالات شلل عضلات المعدة، وأول من استعمل أنبوبة مجوفة من القصدير لتغذية المصابين بعسر البلع، وقدم وصفًا كاملاً لسرطان المعدة، وهو أول من اكتشف جرثومة الجرب وسماها «صؤابة»، ذلك الاكتشاف المثير الذي يأخذ به علم الطفيليات والأحياء المجهرية إلى اليوم.

### في ما بعد
في عام 1546 افترض جيرولامو فراكاستورو أن مسببات الأمراض الوبائية هي دقائق قادرة على الانتقال وتشبه البذور وتقوم بنقل الإصابة بالاتصال المباشر أو غير المباشر أو حتى من مسافات بعيدة.
وعلى الرغم من ذلك بقيت ادعاءات وجود كائنات دقيقة مجردة من البحث والتدقيق والبيانات الموثقة حتى كان اكتشافها بعد اختراع المجهر في السابع عشر الميلادي.

### الدراسات المتقدمة
في عام 1676 قام أنطوني فان ليفينهوك بوصف البكتيريا وكائنات دقيقة أخرى مستخدمًا مجهراً ذا عدسة واحدة صممه بنفسه. وحين كان لوفينهوك على وشك تسجيل اكتشافه سجل روبرت هوك اكتشافه للأجسام الثمرية للأعفان في عام 1665.

## فوائد علم الأحياء الدقيقة
يستخدم علم الأحياء الدّقيقة (الميكروبيولوجيا) في شتى مناحي الحياة، مثل:
1. أساس علم الباثولوجيا (علم الأمراض).
2. استخدامات عسكرية في صناعة وإنتاج أسلحة الدمار الشامل وتحديدا الأسلحة البيولوجية الجرثومية.
3. استخدامات أمنية في مجال الأدلة الجنائية.
4. إجراء الفحوصات المخبرية للمياه والتربة والأغذية والمشروبات من أجل التأكد من صلاحيتها وخلوها من الميكروبات.
5. إنتاج واستحداث المضادّات الحيويّة.
6. صناعة وتطوير اللّقاحات.
7. بعض الصّناعات الغذائية.
8. الإلمام بهذا العلم يساعد على حماية الإنسان والنّبات والحيوان من أخطار هذه الكائنات الدّقيقة.
9. استخدام بعض الأنواع للقضاء على أنواع أخرى غير مرغوب فيها أو مسبّبة في أضرار للإنسان أو المحاصيل عن طريق المحاربة الهستونية.
10. تساعد علماء الهندسة الوراثيّة والتّعديل الجيني في فهم طبيعية الحمض النووي DNA و RNA.
11. تساعد علماء التّطور الطّبيعي في معرفة ومتابعة مسالك وطرق التّطور الّتي أخذتها الحياة على الأرض.

## ولادة علم الجراثيم (البكتيريا)
تم تأسيس حقل علم الجراثيم (صنف في وقت لاحق كفرع من علم الأحياء المجهرية) في القرن التاسع عشر على يد فرديناند كوهن؛ عالم النبات الذي قادته دراساته حول الطحالب والبكتيريا التي تحوي على ضوضاء إلى وصف العديد من البكتيريا بما في ذلك العضوية و Beggiatoa. كان كوهن أيضا أول من وضع خطة للتصنيف التصنيفي للبكتيريا، واكتشاف أجنة خارجية. كان لويس باستور وروبرت كوخ معاصرين من كوهن، وغالبًا ما يعدان والد علم الأحياء الدقيقة والميكروبيولوجيا الطبية، على التوالي. يشتهر باستور بسلسلة تجاربه المصممة لدحض نظرية الجيل التلقائي التي كانت معلقة على نطاق واسع، وبالتالي ترسيخ هوية علم الأحياء المجهرية كعلم بيولوجي. يعد أحد طلابه أدريان سيرت مؤسس علم الأحياء المجهرية البحرية. صمم باستور أيضًا أساليب لحفظ الطعام (البسترة) واللقاحات ضد العديد من الأمراض مثل الجمرة الخبيثة، وبطانة الكوليرا وداء الكلب. اشتهر كوخ بمساهماته في النظرية الجرثومية للمرض، مما يثبت أن أمراضًا معينة ناجمة عن كائنات دقيقة محددة مسببة للأمراض. طور سلسلة من المعايير التي أصبحت تعرف باسم فلاحات كوخ. كان كوخ من أوائل العلماء الذين ركزوا على عزل البكتيريا في الثقافة النقية، مما أدى إلى وصفه للعديد من البكتيريا الجديدة بما فيها المتفطرة السلية، وهي العامل المسبب لمرض السل.
في حين أن باستور وكوخ غالباً ما يعدان مؤسسي علم الأحياء المجهرية، فإن عملهما لم يعكس بدقة التنوع الحقيقي لعالم الميكروبات بسبب تركيزها الحصري على الكائنات المجهرية ذات الصلة الطبية المباشرة. لم يكن حتى أواخر القرن التاسع عشر وعمل مارتينوس بييرينك وسيرجي وينوغرادسكي أن اتساع نطاق علم الأحياء المجهرية. قدم بييرينك مساهمتين رئيسيتين في علم الأحياء المجهرية: اكتشاف الفيروسات وتطوير تقنيات زراعة الإثراء. في حين أن عمله على فيروس الفسيفساء التبغ أسس المبادئ الأساسية لعلم الفيروسات، كان تطويره لتخصيب التخصيب الذي كان له الأثر الأكثر الفوري على علم الأحياء المجهرية عن طريق السماح لزراعة مجموعة واسعة من الميكروبات بخصائص فسيولوجية مختلفة إلى حد كبير. كان فينوجرادسكي أول من طور مفهوم الانصمام الكيميائي، وبالتالي يكشف عن الدور الأساسي الذي تلعبه الكائنات الدقيقة في العمليات الجيوكيميائية. كان مسؤولاً عن أول عزلة ووصف لكل من البكتيريا المثبتة للنيتروجين والنيتروجين. اكتشف عالم الميكروبيولوجي الفرنسي الكندي فيليكس دي هيريل اكتشاف البكتيريا في عام 1917 وكان واحدا من أوائل علماء الميكروبيولوجيا التطبيقية.
جوزيف ليستر كان أول من استخدم مطهر الفينول على الجروح المفتوحة للمرضى.